# Pholis fangi
Pholis fangi är en fiskart som först beskrevs av Wang och Wang, 1935.  Pholis fangi ingår i släktet Pholis och familjen tejstefiskar. Inga underarter finns listade i Catalogue of Life.